# Леві Ешколь
Ле́ві Е́школь (івр. לֵוִי אֶשְׁכּוֹל; 25 жовтня 1895, Оратів, Київська губернія, Російська імперія — 26 лютого 1969, Єрусалим, Ізраїль) — ізраїльський державний діяч, прем'єр-міністр Ізраїлю (1963—1969).

## Біографія
Одержав традиційну єврейську освіту у Вільнюсі.
Емігрувавши 1914 року до Палестини, Леві Ешколь (за народженням — Лев Школьник) включився у боротьбу за створення держави Ізраїль (був солдатом Єврейського легіону британської армії, активно сприяв заснуванню нових громадських та політичних організацій, в яких посідав чільні місця). 1937 року він очолив компанію «Мекорот», що займалася водопостачанням в Ерец-Ісраель (Землі Ізраїлю). Ешкол сприяв репатріації євреїв з усіх континентів землі до Ізраїлю й створенню їм цивілізованих умов життя та праці.
Після створення держави Ізраїль працював у різних міністерствах, очолював міністерство сільського господарства та розвитку, фінансів. Він був відданим прихильником залучення іноземного капіталу у справу розвитку Ізраїлю. Особливою турботою протягом всього життя Ешкола була ізраїльська армія. 1948 року він був генеральним директором Міністерства оборони, активно працював над створенням оборонної промисловості. Саме Ешкол налагодив партнерські зв'язки Ізраїлю з США, які залишаються міцними до сьогодні. Він забезпечив своїй країні стабільну крупномасштабну військову допомогу з боку США.
У роки прем'єрства Ешколя були встановлені дипломатичні відносини між Ізраїлем та Німеччиною, налагоджені контакти з іншими державами. У червні 1967 року відбулася шестиденна війна Ізраїлю проти Єгипту та Сирії та інших країн, у якій Ізраїль одержав перемогу.